# Charles Frédéric Petit
Charles Frédéric Petit (n. 6 mai 1857, Carnières, Nord-Pas-de-Calais, Franța – d. 19 februarie 1947, Caudry, Nord-Pas-de-Calais, Franța) a fost un arcaș ce a reprezentat Franța, medaliat olimpic. A participat la o ediție a Jocurilor Olimpice (1900) în care a câștigat două medalii de bronz.